# 남평 조씨
남평 조씨(南平 曺氏)는 전라남도 나주시 남평읍을 본관으로 하는 한국의 성씨이다.  시조 조신의(曺臣義)는 모평감무(牟平監務)를 지냈다.

## 시조
남평 조씨의 시조 조신의(曺臣義)는 모평감무(牟平監務)를 역임했다고 전해오나 문헌이 소실되어 시대와 유래를 정확하게 알 수가 없다.

## 본관
남평(南平)은 전라남도 나주시(羅州市) 남평·산포(山浦)·금천(金川)·봉황면(鳳凰面) 등 동부지역 일대의 옛 지명이다. 백제의 미동부리현(未冬夫里縣) 지역이었는데, 신라가 이 지역을 차지한 뒤에 미다부리정(未多夫里停)을 두었다. 757년(신라 경덕왕 16)에 현웅현(玄雄縣)으로 고쳐 무주(武州: 光州)에 속하게 되었다. 940년(고려 태조 23)에 남평군(南平郡: 永平郡)으로 바꾸었고, 1018년(현종 9)에 나주목의 관할이 되었다. 1172년(명종 2)에 감무를 두어 독립했으나, 1390년(공양왕 2) 화순감무가 겸하여 통치하였다가 1399년에는 다시 감무를 두었다. 1413년(태종 13) 군현제 개편으로 남평현이 되었다. 오산(烏山)으로도 불리었다. 1895년(고종 32) 지방제도 개정으로 남평군으로 나주부 소속이 되었다가 1896년 전라남도의 관할이 되었다. 1914년 군면 폐합으로 남평군이 폐지되어 나주군(羅州郡)에 통합되고 1995년 통합 나주시가 되면서 나주시 남평면(南平面)이 되었다.

## 인물
- 조이추(曺爾樞, 1661년 ∼1707년) : 조선시대 성리학을 연구한 학자이자 문인이다. 본관은 남평(南平). 자는 원경(元卿), 호는 사우당(四友堂). 부친은 조전(曺恮)이다. 어려서는 공명(功名)에 뜻을 두고 활쏘기와 말타기로 일을 삼았다. 성장하며 깨달음이 있어 문을 걸어 잠그고 독서를 했는데, 계절이 바뀌어 매서운 추위와 큰 더위 아래서도 잠시도 게으른 모습을 보이지 않았다고 한다. 성리학에 침잠해 마침내 얻는 바가 있어 많은 학자들이 그를 따랐다. 또 중국 남전(藍田) 지방의 향약과 우리나라 도산(陶山)의 향규(鄕規)를 취해 14조의 향약을 만들어 고을을 바로잡기도 했다. 집이 활천(活川) 근처에 있었는데 벼가 염해를 입자 옛 사창(社倉)의 제도를 따라 백성을 구휼했다. 늘 산수를 좋아하여 집을 짓고 소나무‧대나무‧매화‧국화를 심어 당호를 사우당(四友堂)이라고 하였다. 시를 읊으며 유유자적한 삶을 살았다.

## 과거 급제자
남평 조씨는 조선시대 문과 급제자 3명을 배출하였다.
고려 사마
조유인(曹由仁)
문과
조간(曹幹) 조유인(曹由仁) 조휘(曹彙)
무과
조강(曹忼) 조이량(曹爾樑)
생원시
조수위(曺守韋) 조수현(曺守絃)
진사시
조수위(曺守韋) 조준룡(曹俊龍)

## 같이 보기
- 창녕 조씨
- 가흥 조씨
- 장흥 조씨